# Beverley Nichols
John Beverley Nichols (Bristol, 9 de setembro de 1898 — Londres, 15 de setembro de 1983), foi um escritor e ator inglês.